# Центральна вулиця (Павлоград)
Центральна вулиця — одна з центральних вулиць міста Павлоград.
Вулиця бере початок від району залізничного вокзалу станції Павлоград-І; йде на південний схід; після Червоноармійської вулиці повертає вправо в напрямку півдня; після пам'ятника Матвію Хижнякові повертає вправо у сторону південного заходу; закінчується на перехресті з Дніпровською вулицею. Вісь вулиці продовжує вулиця Крилова.
Довжина вулиці — 3300 метрів.

## Історія
Початково вулиця називалася Олександрівською, оскільки була спрямована на Олександрівську фортецю (тепер у місті Запоріжжя).
1924 року було відбудовано міське відгалуження залізниці. Тоді було прокладено колію Олександрівською вулицею, до млина Балабана, завдяки чому південно-східна частина центру міста досі називається Горвіткою.
Радянська влада перейменувала вулицю на вулицю Карла Маркса.

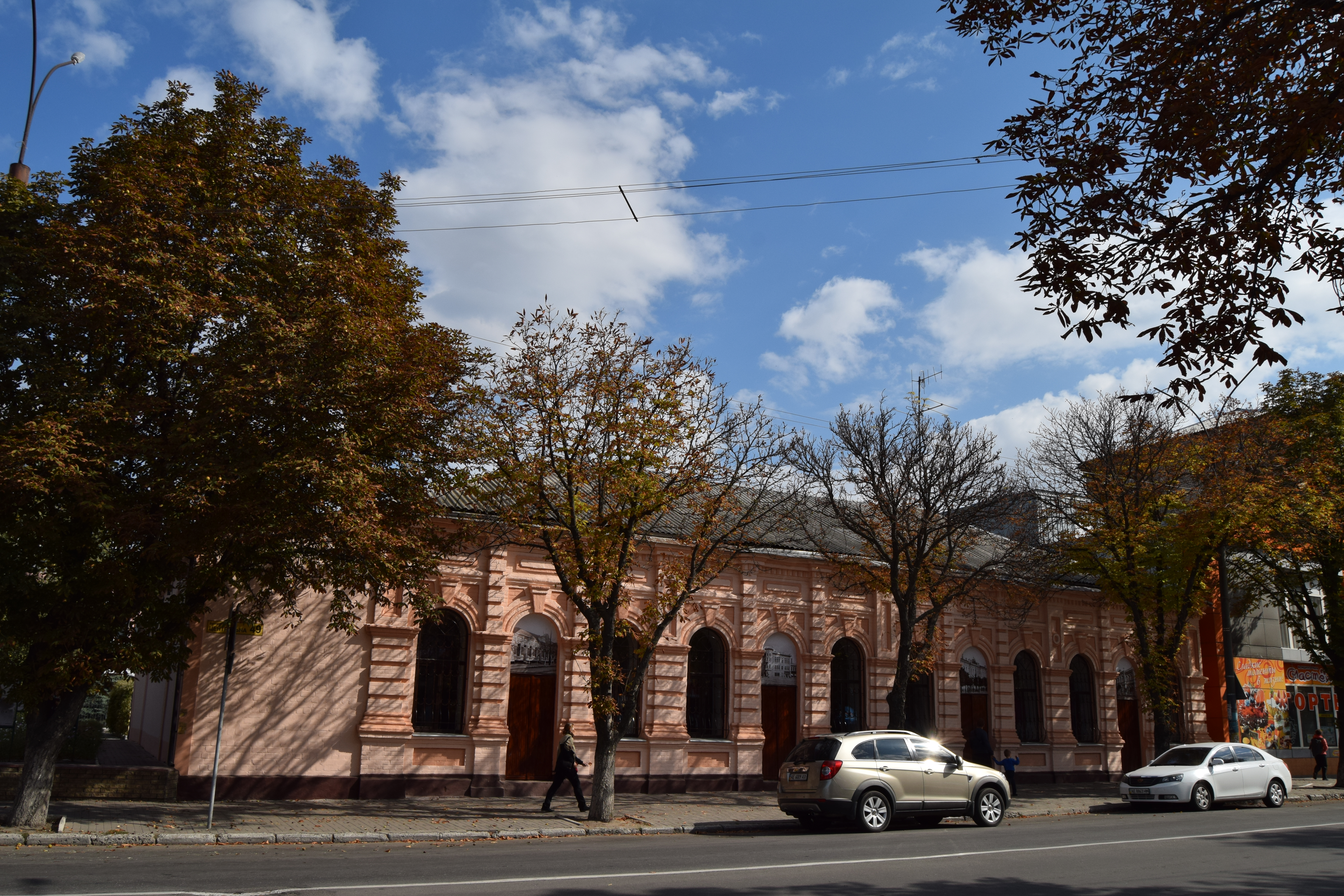
Ресторан льотчиків, міський будинок культури, Центральна вулиця, 49

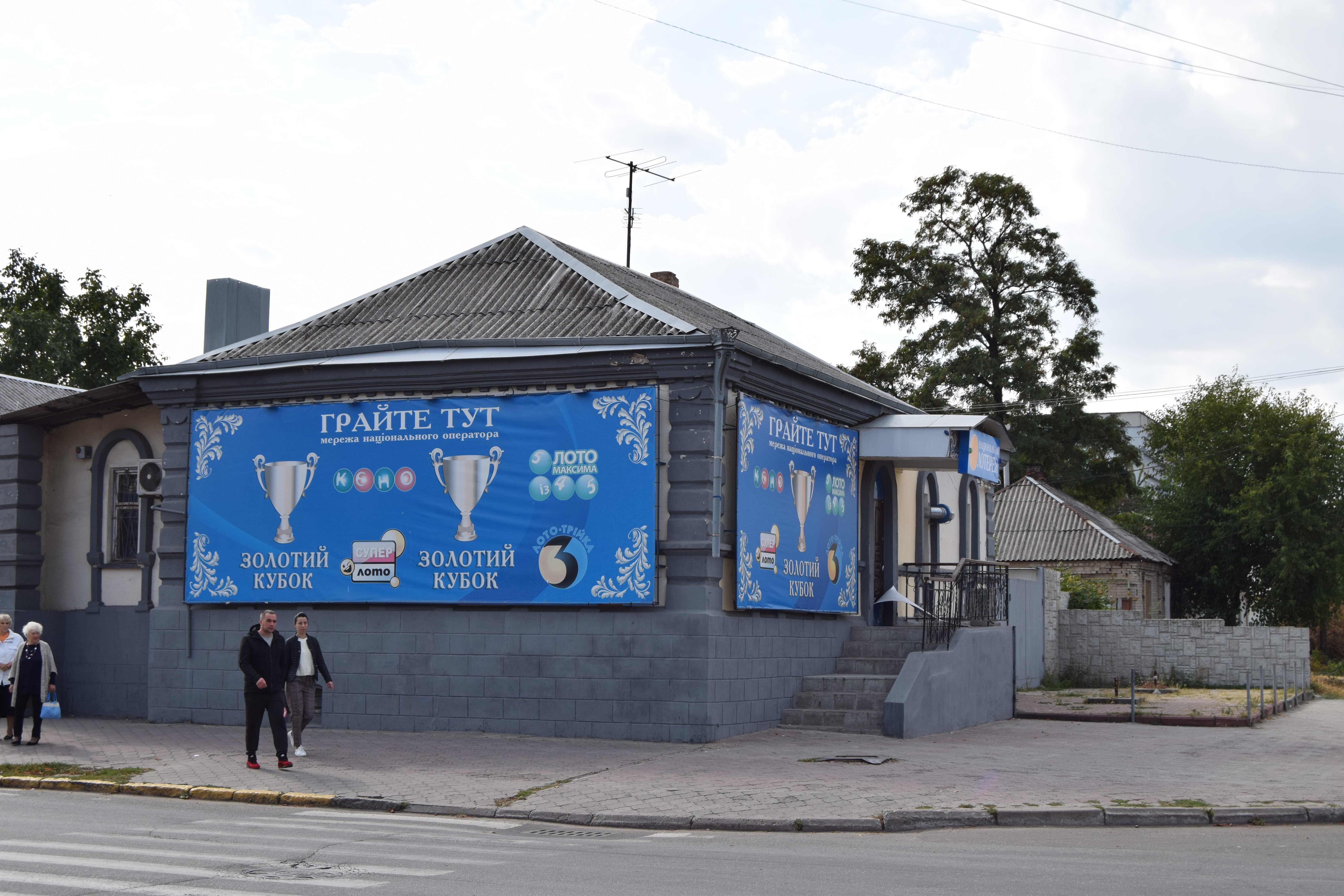
Будинок, у якому народився та жив російський актор та режисер Борис Захава — Центральна вулиця, 62

До 2016 року Центральна вулиця називалася вулицею Карла Маркса.

## Перехресні вулиці
- Шосейна вулиця,
- Московська вултця,
- Полтавська вулиця,
- вулиця Чехова,
- вулиця Володимира Вернадського,
- вулиця Степового фронту,
- Озерна вулиця,
- вулиця Миру,
- вулиця Ганни Світличної,
- Соборна вулиця,
- Соборна площа,
- вулиця Шевченка,
- вулиця Горького,
- вулиця Баумана
- вулиця Добролюбова
- Володимирська вулиця
- Дніпровська вулиця
- вулиця Крилова

## Будівлі
На центральній вулиці збереглося чимало будинків дорадянської доби.
- № 1 / № 27 — Свято-Покровський православний гарнізонний храм;
- недобудована багатоповерхова будівля СБУ;
- дорадянська садиба Лани Звенигородського одного з власників механізованих млинів; за радянської доби тут містилося управління заводу електроосвітлювальної апаратури;
- дорадянський колишній дорадянський магазин «Пасаж»; радянська контора Павлоградської швейної фабрики;
- дорадянський колишній будинок виноторговця Машкевича; фірма «Алмаз»;
- Павлоградський молкомбінат; дорадянської влади тут був млин;
- № 36-38 — музична школа № 1;
- № 47 — Павлоградський РАЦС; колишній будинок Нємкова, у якому перебувала приватна жіноча гімназія;
- № 49 — Палац культури імені Кірова; на початку 20 сторіччя був ресторан льотчиків;
- № 62-2 — кафе «Старий Павлоград»; дорадянський будинок, в якому у 1896 році народився видатний театральний діяч Борис Захава; 2003 році на цьому будинку йому було встановлено меморіальну дошку;
- № 68 — торговий центр «Куб»;
- (Соборна вулиця, 95) Павлоградська міська рада — на розі Соборної вулиці;
- Дитячий парк;
- сквер
- (вулиця Шевченка, 118) ЦУМ — на розі з вулицею Шевченка;
- № 65 — кінотеатр «Мир»; раніше тут існував млин Балабана, до якого вів один з підземних переходів від церкви Голубицького;
- пам'ятник засновнику Матвіївки у 1770 році запорозькому козакові Матвію Хижняку;[4]
- № 71 — середня школа № 17;
- № 84 — квітковий ринок;
- № 98 — Районна державна адміністрація і Районна Рада.

## Дивиться також
- Вулиці Палограда